# Fish and chips

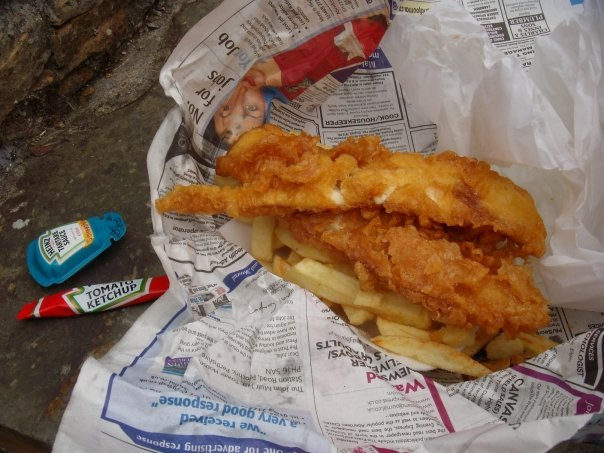
Fish and chips

Fish and chips is een typisch Britse afhaalmaaltijd die bestaat uit in beslag gedoopte en gefrituurde vis in combinatie met gefrituurde, vrij dikke frieten. Het is vrijwel overal te koop in Groot-Brittannië, maar ook populair in Australië, Canada, Ierland, Nieuw-Zeeland, Zuid-Afrika en in enkele badplaatsen in België en Nederland.
Men heeft de keuze uit diverse vissoorten. De meest voorkomende zijn kabeljauw (cod) en schelvis (haddock), maar ook andere soorten rondvis worden gebruikt. Op de balie staat over het algemeen een fles azijn (voor over de chips) en zout, desgewenst ook voor over de chips. Het gebruik van mayonaise over de chips is zeldzaam en leidt bij navraag soms tot onbegrip. In plaats van azijn kan ook jus op de frieten worden gegoten; dit heet chips ’n gravy en wordt hoofdzakelijk met Noord-Engeland geassocieerd.
De fish and chips werd vroeger over het algemeen in een krant gewikkeld meegenomen. Vanwege hygiënewetgeving is het gebruik van kranten uitgebannen (het eten kan besmet raken met chemicaliën uit de drukinkt). Bij wijze van alternatief wordt de snack verpakt in speciaal papier, vaak bedrukt alsof het krantenpapier is. Vaak wordt fish en chips ook geserveerd met een puree van erwten (zogeheten mushy peas) en tartaarsaus. Ronde, gefrituurde schijfjes vis worden fishcakes genoemd.
Een kenmerk van de Engelse friet of chips is de textuur: deze is vaak slap en vet.
De fish and chips is van oorsprong een samengestelde maaltijd van enerzijds pescado frito, een visgerecht dat gevluchte Sefardische Joden in de 16e eeuw uit Spanje en Portugal meebrachten, in combinatie met de Frans-Belgische traditie van het bakken van aardappelen tot friet.
Als variant op fish and chips wordt ook sausage and chips verkocht. De fish is vervangen door een of meer worsten met een korst van hetzelfde beslag als de vis dat gefrituurd wordt.